# Мурбоденер
Мурбоденер (нім. Murbodner) — порода корів. Розводиться в Австрії (Каринтія, Штирія, Нижня Австрія) та суміжних регіонах Словенії. У Словенії порода називається Помурська.

## Опис
М'ясо-молочна порода, що пристосована для розведення у гірських регіонах. Забарвлення коливається від жовтуватого до світло-червоного або сірого з яскраво-червоними областями навколо рогів, очей та вздовж носа. Корови заввишки 130—140 см і важать 550—650 кг; бики сягають 140—150 см заввишки і важать до 1000 кг.

## Історія
Мурбоденер створена шляхом змішування старих місцевих порід корів — мурзальської, еннштальської гірської рябої та каринтійської блондинки. Розведення почалося на початку 19 століття, а в 1869 році була зареєстрована порода. Після Другої світової війни поголів'я мурбоденерів значно зменшилося. Лише на початку 1980-х років уряд Австрії започаткував програму збереження автохтонних порід худоби і стадо мурбоденерів почало збільшуватися.
У 1998 році поголів'я мурбоденерів в Австрії склало 450 голів. Також є невелика популяція у Словенії.

## Використання
Корова дає до 4000 л молока на рік з жирністю 4,2 %. Використовується, в основному, як м'ясна порода. Телята дуже швидко ростуть та набирають м'язову вагу.